# MTV (Itália)
MTV é um canal de TV por assinatura italiano, de propriedade da Paramount Networks EMEAA. O canal, assim como a extinta MTV Brasil, já esteve disponível em TV aberta entre 1997 e 2015.

## História
Antes do lançamento de uma versão italiana da MTV, os telespectadores da MTV na Itália receberam a versão pan-europeia da MTV. A regionalização da MTV na Europa começou em março de 1997 com o lançamento da MTV Alemanha, seguido pela versão britânica em julho do mesmo ano. O canal italiano foi lançado oficialmente em Londres em setembro de 1997, quando suas transmissões também entraram na programação televisiva da Rete A.
Em 2001, a Seat Pagine Gialle, então propriedade da Telecom Italia Media, celebrou um acordo com a MTV Networks Europe com a qual sua subsidiária Beta Television adquiriu 100% da divisão italiana da MTV Networks. Ao mesmo tempo, a MTV Networks Europe também adquiriu 49% da Beta Television. Após essas operações, a Beta Television mudou seu nome para MTV Italia S.r.l. e a rede de TV TMC2 deu lugar à versão italiana da MTV. Todo o processo de mudança foram anunciados com o nome de "MTV Regeneration". As operações do canal mudaram de Londres para Milão.
Em 5 de julho de 2013, a Telecom Italia Media anunciou que venderia sua participação de 51% na MTV Itália para a Viacom por €13,4 milhões. A Telecom Italia Media comprometeu-se a renunciar a seus recebíveis financeiros de €9,7 milhões como parte do acordo. A venda foi concluída em 12 de setembro de 2013.
Em 13 de junho de 2015, o jornal italiano La Repubblica antecipou a compra do canal 8 então ocupado pela MTV.

Em 31 de julho de 2015, a Sky Italia assumiu a propriedade do sinal aberto da MTV. A MTV Itália original mudou seu nome para TV8. No mesmo dia, um novo canal chamado MTV Next foi lançado, e depois renomeado para simplesmente MTV.